# 1956 en sport automobile
Chronologie du Sport automobile
1955 en sport automobile - 1956 en sport automobile - 1957 en sport automobile

## Les faits marquants de l'année1956enSport automobile
- Juan Manuel Fangio remporte le Championnat du monde de Formule 1 au volant d'une Ferrari.
- Buck Baker remporte le championnat de la série NASCAR avec un montant total de 29,790 $ (USD).

## Par mois

### Janvier
- 22 janvier, (Formule 1) : Grand Prix automobile d'Argentine.

### Mai
- 13 mai (Formule 1) : Grand Prix automobile de Monaco.
- 30 mai : 500 miles d'Indianapolis.

### Juin
- 3 juin (Formule 1) : Grand Prix automobile de Belgique.

### Juillet
- 1er juillet (Formule 1) : Grand Prix automobile de France.
- 14 juillet (Formule 1) : Grand Prix de Grande-Bretagne.
- 28 juillet : départ de la vingt-quatrième édition des 24 Heures du Mans.
- 29 juillet : victoire de Ninian Sanderson et Ron Flockhart aux 24 Heures du Mans.

### Août
- 5 août (Formule 1) : Grand Prix automobile d'Allemagne.

### Septembre
- 2 septembre (Formule 1) : Grand Prix automobile d'Italie.

## Naissances
- 20 janvier : Franz Tost, pilote automobile autrichien et  directeur de l'équipe de Formule 1 Scuderia Toro Rosso.
- 30 janvier : Keiichi Tsuchiya, pilote automobile japonais.
- 5 février : Héctor Rebaque, pilote automobile mexicain de Formule 1, ayant disputé 41 Grand Prix de 1977 à 1981.
- 7 février : John Nielsen, pilote automobile danois.
- 17 février : Malcolm Wilson, pilote de rallye britannique.
- 2 juin : Jan Lammers, pilote automobile néerlandais.
- 25 août : Henri Toivonen, pilote automobile (rallye) finlandais. († 2 mai 1986).
- 14 septembre : Bruno Houzelot, pilote amateur français de rallye automobile, de courses de côte et sur circuits.
- 7 novembre : Jonathan Palmer, pilote automobile britannique.
- 28 novembre : Matti Alamäki, pilote automobile finlandais de rallycross.
- 11 décembre : Dave Gorveatt, pilote automobile de stock-car.
- 9 décembre : Maïté Poussin, pilote  automobile, championne de Rallycross.
- 23 décembre : Michele Alboreto, pilote italien de Formule 1. († 25 avril 2001).
- 30 décembre : François Hesnault, pilote automobile français.

## Décès
- 3 mars : Ernst Loof, pilote et ingénieur automobile allemand, (° 4 juillet 1907).
- 25 mars : Lou Moore, pilote automobile américain, devenu un directeur d'écurie, (° 12 septembre 1904).
- 28 avril : Fred Marriott, pilote automobile américain. (° 31 décembre 1872).
- 22 juillet : Henri Rougier, coureur cycliste, coureur automobile et aviateur français. (° 22 octobre 1876)
- 29 octobre :  Louis Rosier, pilote automobile français. (° 5 novembre 1905).
- 4 novembre : Frederick William Dixon, pilote automobile et motocycliste britannique, sur circuits. (° 4 novembre 1956).
- 10 novembre : Andrei Platonovich Nagel, pilote automobile et journaliste spécialisé russe (° 2 mars 1956).
- 8 décembre : Marius Barbarou, ingénieur motoriste en automobile et aviation ainsi que pilote automobile français. (° 28 octobre 1876).